# Bedono Pageron
Bedono Pageron is een bestuurslaag in het regentschap Purworejo van de provincie Midden-Java, Indonesië. Bedono Pageron telt 1531 inwoners (volkstelling 2010).